# Mademoiselle Gigi

Mademoiselle Gigi est un téléfilm de Caroline Huppert, réalisé en 2005.

## Synopsis
Paris, 1900. Gigi est une jeune fille de seize ans promise à la carrière de « poule de luxe », comme elle le dit elle-même dans un grand moment de détestation. Tel est le destin que lui réservent sa grand-mère Mamita, qui connaît le métier, et sa grand-tante Alicia. Mais Gigi, grande lectrice (en particulier de Premier amour d'Ivan Tourgueniev), ne voit pas les choses de la même façon. Elle se révolte quand on veut la mettre dans les bras d'un bâtonnier. Le jeune Pierre de Saint-Sauveur lui fait la cour. Mais elle aime Gaston Lachaille, tout en refusant le « monde de potins et de méchancetés » où il vit. Elle se refuse à « faire des cochonneries avec n'importe qui ». Gaston finit par la demander en mariage.

## Fiche technique
- Titre : Mademoiselle Gigi
- Réalisation : Caroline Huppert
- Scénario : Eglal Errera et Caroline Huppert, d'après l'œuvre de Colette
- Musique: Marc Marder
- Production : Françoise Castro
- Durée : 105 minutes
- Dates de diffusion : 
  - le 29 avril 2006, sur France 3
  - le 28 février 2008, sur France 3 (rediffusion)

## Distribution
- Juliette Lamboley : Gigi
- Macha Méril : Mamita
- Françoise Fabian : Tante Alicia
- Alexis Loret : Gaston Lachaille
- Aurélie Bargème : Adrienne
- Bernard Dhéran : Bernard Maugis
- Lola Naymark : Lydie
- Shirley Bousquet : Lola Courcelles
- Jean-Marie Galey : Lambert
- Renaud Cestre : Pierre de Saint Sauveur